# سدیم تیوسیانات
سدیم تیوسیانات (به انگلیسی: Sodium thiocyanate) با فرمول شیمیایی NaSCN یک ترکیب شیمیایی با شناسه پاب‌کم ۵۱۶۸۷۱ است. که جرم مولی آن 81.072 g/mol می‌باشد. شکل ظاهری این ترکیب، بلورهای بی‌رنگ آب شونده است. در تماس با اسید ها و یا در حرارت تجزیه شده و گاز های شدیدا سمی آزاد می کند.